# Süddeutsche Handballmeisterschaft 1969
Die Süddeutsche Handballmeisterschaft 1969 war die zwanzigste vom Süddeutschen Handballverband (SHV) ausgerichtete Endrunde um die Süddeutsche Meisterschaft im Hallenhandball der Männer. Sie wurde vom 22. Februar bis 8. März 1969 in München, Wiesloch und Offenburg ausgespielt. Entscheidungsspiele um den Aufstieg in die Bundesliga gab es nicht, da sich der Südmeister in diesem Jahr direkt qualifizieren konnte.

## Geschichte

Landkarte Regionalverbände
Die beiden linken blauen Felder umfassten zu der Zeit den Bereich des Süddeutschen Handballverbandes SHV

Dies war die letzte Saison, an der ein süddeutscher Meister in einem Endrundenturnier ausgespielt wurde. Ab der Saison 1969/70 wurde der „Südmeister“ in der zweitklassigen Handball-Regionalliga Süd ermittelt, die ebenfalls vom SHV organisiert war.

## Turnierverlauf
Meister wurde der TSV 1896 Rintheim, der in diesem Jahr ohne Aufstiegsspiele als Direktaufsteiger
 in die Handball-Bundesliga 1969/70 aufsteigen konnte.

### Modus
Teilnahmeberechtigt waren jeweils die Meister der Endrunde Baden, Verbandsliga Südbaden,
 Verbandsliga Württemberg und der Bayernliga. Es wurde eine Endrunde gespielt, jeder gegen
 jeden. Der Meister war Direktaufsteiger in die Handball-Bundesliga 1969/70. Jeweils der Meister
 und Vizemeister o. g. Verbände waren für die Regionalliga Süd 1969/70 qualifiziert. Für den Verband,
 der den Süddeutschen Meister stellte und Aufsteiger in die Bundesliga war, rückte der Drittplatzierte
 als Qualifikant für die Regionalliga nach.

### Endrundenteilnehmer
- TSV 1896 Rintheim
- TSG Oßweil
- TSV Allach 09 (BY)
- TuS Schutterwald

- Süddeutscher Meister fett gedruckt
- Die Plätze 2 bis 4 waren für die Regionalliga 1969/70 qualifiziert.

## Frauen
Süddeutsche Meisterschaft
- 1. 1. FC Nürnberg